# Wraith of the Ropes
Wraith of the Ropes ist ein 2001 gegründetes Funeral-Doom-Projekt.

## Geschichte
E.M. Hearst gründeten Wraith of the Ropes 2001 mit dem Ehepaar „V. Rottinghouse“ und „Scarecrow Rottinghouse“ unter dem Namen Cadaver Dogs als Nachfolgeprojekt des Industrial-Metal-Projektes Kindergarten. Kurz nach der Gründung schied „V. Rottinghouse“ aus dem Projekt aus. Neben den persönlichen Zerwürfnissen des Ehepaars erläuterten die verbliebenen Bandmitglieder, dass die Anfangsjahre des Projektes von diversen Widrigkeiten geprägt waren.

„Soweit die Geschichte der Band bisher reicht, ist alles, was während der Aufnahmen von ‘Ada’ hätte schief gehen können, schief gegangen. Von verlorenen Mitgliedern und zerbrochenen Beziehungen, bis zu technischen Fehlfunktionen, und der Notwendigkeit unseren Bandnamen zu ändern, nachdem wir eine andere Band entdeckt hatten, die den gleichen Namen benutzte.“

Das verbleibende Duo arbeitete daher fünf Jahre an der Fertigstellung des 2005 über Totalrust Music erschienenen Albums Ada. In der Zwischenzeit vernetzte sich das Projekt und deren Musiker in der internationalen Funeral-Doom-Szene. Hearst gründete so mit Stijn van Cauter, der die Band bei ihrer Öffentlichkeitsarbeit unterstützte, das Projekt The Sad Sun aus dem später The NULLL Collective hervorging.
Für jene Käufer die das Debüt direkt bei der Band kauften gab Wraith of the Ropes die auf 120 Exemplare begrenzte EP The Red Door kostenlos hinzu. Das Album erfuhr international gemischte Kritiken. In Rezensionen wurde Ada mit negativen Beurteilungen als „ein unreifes, unausgegorenes Produkt“ ebenso wie mit Hervorhebungen „als persönliches Highlight im Jahr 2005“ versehen. In der Promotionphase zum Debütalbum kündigten die Musiker ein weiteres Album unter dem Titel Demonic Influence an. Die Stücke des Albums sollten „wesentlich schneller, und die Songs kürzer“ werden. Hierbei hoben beide Musiker einen alsdann merklichen musikalischen Einfluss aus dem Black Metal hervor. Die Veröffentlichung blieb allerdings, trotz weiterer Ankündigungen das Album 2007 via Firedoom Music zu veröffentlichen, aus. Im Jahr 2010 erschien mit Wandering eine Download-Single über Nulll Records, der Titel des Stücks war Teil einer Titelliste des unveröffentlichten Albums.

## Inhalt
Konzeptionell orientiert sich das Projekt, mit anhaltenden Bezügen zu Horrorfilmen und -literatur, an einem gängigen Thema der Metal-Szene. Entsprechend bezeichnen die Mitglieder ihre Musik als „Horror Metal“ und beschreiben den auf dem Debüt gewählten Fuenral-Doom-Stil als nicht grundsätzlich. Spätere Veröffentlichungen sollten sich musikalisch an anderen Stilen orientieren, den inhaltlichen Schwerpunkt jedoch beibehalten.

„Wir schreiben in unserem eigenen Stil, wir machen keinen Doom Metal, und haben auch niemals den Anspruch erhoben, Doom Metal zu machen. Wir haben so oft gesagt, daß wir nur das Genre „Horror Metal“ akzeptieren, aber da es keine Horror Metal Szene gibt, haben wir keine andere Möglichkeit, als das Album in Bereichen mit Menschen zu promoten, die sich für ein ähnliches Genre interessieren.“

## Stil
Die von Wraith of the Ropes auf Ada gespielte Musik wird dem Funeral Doom zugeordnet. Das Webzine Doom-Metal.com beschreibt die Musik als einen „Funeral Doom, bei dem Industrial-Elemente und Samples mit allgemeinen Funeral-Doom-Bezügen vermischt“ werden. Als einordnende Vergleichsgrößen wird das ebenfalls von Hearst initiierte Projekt Torture Wheel angeführt. An anderer Stelle werden atmosphärische Vergleiche zu frühen Iced Earth und Khanate bemüht.
In einer für das gleiche Webzine verfassten Rezension wird eine „klassische Horror-Aura“ betont. Maßgeblich sei das „schlichte aber eindringliche Klavier“  für diese Atmosphäre verantwortlich und erinnere „an alte Horrorfilme wie Psycho.“ Der gutturale Gesang wird stark verzerrt. Das Riffing wird als „langsam, rau und Basslastig dröhnend“ beschrieben. Ergänzt wird dieser Klang durch Elemente des Dark Ambient und Industrial.

## Diskografie
- 2005: Ada (Album, Totalrust Music)
- 2005: The Red Door (EP, Selbstverlag)
- 2010: Wandering (Download-Single, Nulll Records)